# Witrodentyna

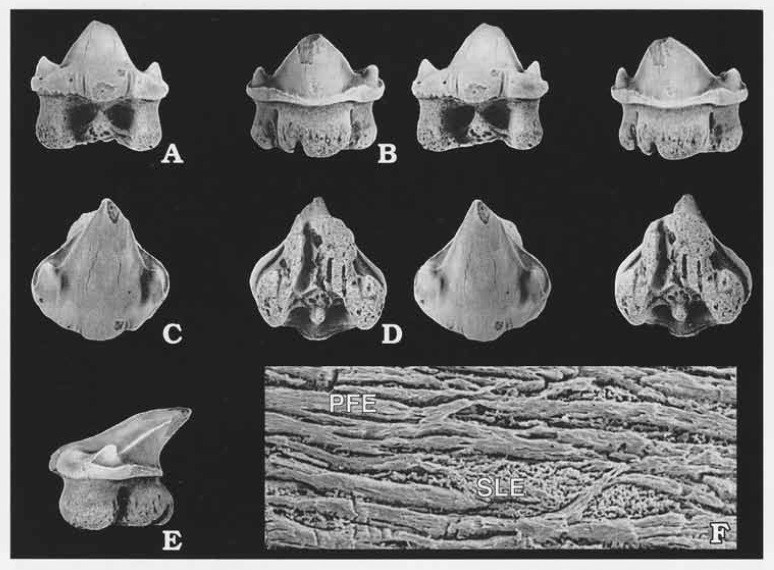
Zęby wczesnojurajskiego rekina Agaleus dorsetensis. Na powiększeniu SEM widoczna warstwa witrodentyny, oznaczona SLE.

Witrodentyna, enameloid, hyalodentyna – pojedyncza, zazwyczaj cienka warstwa zewnętrzna zębiny, bez kanalików dentynowych. Jest to błyszcząca tkanka szkliwopodobna, powstała ze zmineralizowania zębiny. Ma budowę pośrednią między szkliwem i zębiną i ma mieszane pochodzenie nabłonkowo-mezenchymatyczne, co ją odróżnia od właściwego szkliwa, pochodzenia nabłonkowego.
Występuje m.in. na łuskach telodontów, guzkach zdobiących płytki pancerza astraspidów, koronie łusek spodoustych i na zębach ryb chrzęstnoszkieletowych. W uzębieniu i na łuskach ryb chrzęstnoszkieletowych stwierdzono różne typy enameloidu: najprostszy, utworzony z mocno zmineralizowanej warstwy zębiny, spotykany u taksonów wymarłych; z jednej warstwy włóknistej u płaszczek oraz trójwarstwowy u współczesnych rekinów. Obecność trójwarstwowej witrodentyny na zębach i łuskach jest cechą wspólną Squalomorphi i Galeomorphi, wspólnie klasyfikowanych pod nazwą Selachii. 
Witrodentyna pokrywa warstwę zębiny na ząbkach łusek typu plakoidalnego.
Kryształy tworzące witrodentynę nie ulegają znacznej rekrystalizacji podczas fosylizacji, dzięki czemu próbki enameloidu pobrane z zębów skamieniałych zwierząt mogą być wykorzystane do datowania z wysoką precyzją.